# Бел Форет
Бел Форет (фр. Belles-Forêts) насеље је и општина у Француској у региону Лотарингија, у департману Мозел која припада префектури Сарбур.
По подацима из 2011. године у општини је живело 247 становника, а густина насељености је износила 9,3 становника/km². Општина се простире на површини од 26,57 km². Налази се на средњој надморској висини од 230 метара (максималној 290 m, а минималној 215 m).

## Демографија
| 1962. | 1968. | 1975. | 1982. | 1990. | 1999. | 2011. |
| ----- | ----- | ----- | ----- | ----- | ----- | ----- |
| 274   | 280   | 231   | 227   | 242   | 238   | 247   |

График промене броја становника у току последњих година